# 4915 Solzhenitsyn
4915 Solzhenitsyn (1969 TJ2) là một tiểu hành tinh vành đai chính được phát hiện ngày 8 tháng 10 năm 1969 bởi L. I. Chernykh ở Nauchnyj.